# Jean Hatzfeld (helléniste)
Pour les articles homonymes, voir Hatzfeld (homonymie) et Jean Hatzfeld (journaliste).
Jean Hatzfeld (Nancy, 29 novembre 1880 - Paris, 30 mai 1947) est un archéologue et helléniste français.

## Biographie
Il fut membre de l'École française d'Athènes, professeur à la Sorbonne (1928-1930) et à l'École pratique des hautes études (1937).
Il est le père du sociologue Henri Hatzfeld et le grand-père de Jean Hatzfeld, journaliste rendu célèbre par ses reportages et livres sur le génocide des Tutsis au Rwanda.

## Publications

### Livres
- L'Hellénisation du monde antique : leçons faites à l'École des hautes études sociales, Paris, F. Alcan, 1914, 391 p.
- Les trafiquants italiens dans l'Orient hellénique, Paris, E. de Boccard éditeur, coll. « Bibliothèque des Écoles françaises d'Athènes et de Rome no 115 », 1919, 413 p. (lire en ligne)
- Histoire de la Grèce ancienne, Paris, Payot, 1926, 422 p. (lire en ligne)
  - 3e éd., revue et corrigée par André Aymard, Paris, Payot, 1950
  - rééd. coll. « Petite Bibliothèque Payot », 1962, 1995, 2002
- La Grèce et son héritage, Paris, Aubier, Éditions Montaigne, 1945, 294 p. (lire en ligne)
- Alcibiade. Étude sur l'histoire d'Athènes à la fin du Ve siècle, Paris, Presses universitaires de France, 1951, 376 p.

### Traductions
- Xénophon, Helléniques, t. I : Livres I-III, Paris, Les Belles lettres, 1936, 290 p. (lire en ligne)
- Xénophon, Helléniques, t. II : Livres IV-VII, Paris, Les Belles lettres, 1939, 483 p. (lire en ligne)

### Articles
- « Notes sur la chronologie des Helléniques », Revue des Études Anciennes, vol. 35, no 4,‎ 1933, p. 387-409 (lire en ligne)